# Céré-la-Ronde
Céré-la-Ronde és un municipi francès, situat al departament de l'Indre i Loira i a la regió de Centre – Vall del Loira. L'any 2007 tenia 420 habitants.

## Demografia

### Població
El 2007 la població de fet de Céré-la-Ronde era de 420 persones. Hi havia 193 famílies, de les quals 54 eren unipersonals (29 homes vivint sols i 25 dones vivint soles), 82 parelles sense fills, 45 parelles amb fills i 12 famílies monoparentals amb fills.
La població ha evolucionat segons el següent gràfic:
Habitants censats

### Habitatges
El 2007 hi havia 285 habitatges, 198 eren l'habitatge principal de la família, 64 eren segones residències i 23 estaven desocupats. 283 eren cases i 2 eren apartaments. Dels 198 habitatges principals, 158 estaven ocupats pels seus propietaris, 31 estaven llogats i ocupats pels llogaters i 9 estaven cedits a títol gratuït; 2 tenien una cambra, 8 en tenien dues, 29 en tenien tres, 65 en tenien quatre i 94 en tenien cinc o més. 161 habitatges disposaven pel capbaix d'una plaça de pàrquing. A 108 habitatges hi havia un automòbil i a 77 n'hi havia dos o més.

### Piràmide de població
La piràmide de població per edats i sexe el 2009 era:
| Homes | Edats   | Dones |
| ----- | ------- | ----- |
| 0     | 95 o +  | 0     |
| 0     | 90 a 94 | 0     |
| 8     | 85 a 89 | 12    |
| 4     | 80 a 84 | 12    |
| 24    | 75 a 79 | 8     |
| 16    | 70 a 74 | 20    |
| 8     | 65 a 69 | 12    |
| 20    | 60 a 64 | 12    |
| 20    | 55 a 59 | 24    |
| 8     | 50 a 54 | 8     |
| 20    | 45 a 49 | 24    |
| 20    | 40 a 44 | 12    |
| 16    | 35 a 39 | 8     |
| 8     | 30 a 34 | 4     |
| 20    | 25 a 29 | 4     |
| 4     | 20 a 24 | 12    |
| 8     | 15 a 19 | 24    |
| 4     | 10 a 14 | 8     |
| 4     | 5 a 9   | 0     |
| 4     | 0 a 4   | 8     |

## Economia
El 2007 la població en edat de treballar era de 241 persones, 183 eren actives i 58 eren inactives. De les 183 persones actives 169 estaven ocupades (94 homes i 75 dones) i 14 estaven aturades (7 homes i 7 dones). De les 58 persones inactives 31 estaven jubilades, 13 estaven estudiant i 14 estaven classificades com a «altres inactius».

### Ingressos
El 2009 a Céré-la-Ronde hi havia 198 unitats fiscals que integraven 445 persones, la mediana anual d'ingressos fiscals per persona era de 17.047 €.

### Activitats econòmiques
Dels 20 establiments que hi havia el 2007, 4 eren d'empreses extractives, 3 d'empreses alimentàries, 1 d'una empresa de fabricació d'altres productes industrials, 1 d'una empresa de construcció, 3 d'empreses de comerç i reparació d'automòbils, 3 d'empreses d'hostatgeria i restauració, 1 d'una empresa financera, 2 d'empreses immobiliàries, 1 d'una entitat de l'administració pública i 1 d'una empresa classificada com a «altres activitats de serveis».
Dels 4 establiments de servei als particulars que hi havia el 2009, 1 era un electricista, 2 restaurants i 1 agència immobiliària.
Dels 2 establiments comercials que hi havia el 2009, 1 era una botiga de més de 120 m² i 1 una botiga de menys de 120 m².
L'any 2000 a Céré-la-Ronde hi havia 32 explotacions agrícoles que ocupaven un total de 1.840 hectàrees.

## Equipaments sanitaris i escolars
El 2009 hi havia una escola elemental integrada dins d'un grup escolar amb les comunes properes formant una escola dispersa.

## Poblacions més properes
El següent diagrama mostra les poblacions més properes.